# El Frijol
El Frijol är en ort i Mexiko.   Den ligger i kommunen Santa María Tlahuitoltepec och delstaten Oaxaca, i den sydöstra delen av landet, 400 km sydost om huvudstaden Mexico City. El Frijol ligger 2 006 meter över havet och antalet invånare är 125.
Terrängen runt El Frijol är bergig åt nordost, men åt sydväst är den kuperad. Terrängen runt El Frijol sluttar västerut. Runt El Frijol är det ganska tätbefolkat, med 62 invånare per kvadratkilometer. Närmaste större samhälle är Tamazulápam del Espíritu Santo, 6,4 km söder om El Frijol. I omgivningarna runt El Frijol växer i huvudsak blandskog.